# Müstair
Müstair é uma comuna da Suíça, no Cantão Grisões, com cerca de 816 habitantes. Estende-se por uma área de 77,71 km², de densidade populacional de 11 hab/km². Confina com as seguintes comunas: Fuldera, Prato allo Stelvio (IT - BZ), Santa Maria Val Müstair, Stelvio (IT-BZ), Tschierv, Tubre (IT-BZ), Valchava, Valdidentro (IT-SO).
A língua oficial nesta comuna é o Romanche.

## Idiomas
A maioria da população, de acordo com o censo de 2000, fala Romanche, com o Alemão sendo a segunda língua mais falada (24,7%), e, em seguida, o Português, com 0,7%. A maior parte da população fala o dialeto Jauer do Romanche. Em 1880, cerca de 87% da população falava o Romanche como primeira língua; em 1910, 88%, e em 1941, 89%. Em 1990, aproximadamente 88% entendiam o romanche como primeira ou segunda língua, percentual que permaneceu praticamente estável em 2000 (86%).
| Idiomas em Müstair |               |               |               |               |               |               |
| Idiomas            | Censo de 1980 | Censo de 1980 | Censo de 1990 | Censo de 1990 | Censo de 2000 | Censo de 2000 |
| Idiomas            | Número        | Porcentagem   | Número        | Porcentagem   | Número        | Porcentagem   |
| Romanche           | 574           | 81.19 %       | 578           | 76.86 %       | 543           | 72.89 %       |
| Alemão             | 123           | 17.40 %       | 160           | 21.28 %       | 184           | 24.70 %       |
| Italiano           | 8             | 1.13 %        | 10            | 1.33 %        | 4             | 0.54 %        |
| População          | 707           | 100 %         | 752           | 100 %         | 745           | 100 %         |